# Mauregny-en-Haye
Mauregny-en-Haye è un comune francese di 436 abitanti situato nel dipartimento dell'Aisne della regione dell'Alta Francia.

## Società

### Evoluzione demografica
Abitanti censiti